# Пядасте
Пя́дасте (эст. Pädaste) — деревня в волости Муху уезда Сааремаа, Эстония. 

## География и описание
Деревня расположена в западной части Эстонии, на южном берегу острова Муху. Расстояние до волостного центра — деревни Лийва — 5,5 км. Высота над уровнем моря — 10 метров.
Климат умеренный. Официальный язык — эстонский. Почтовый индекс — 94716.

## Население
По данным переписи населения 2021 года, в Пядасте насчитывалось 58 жителей, из них 39 (67,2 %) — эстонцы.
Согласно переписи населения 2011 года, в деревне проживал 31 человек, все — эстонцы.
Численность населения деревни Пядасте по данным переписей населения:
| Год  | 1959 | 1970  | 1979  | 1989 | 2000 | 2011 | 2021 |
| ---- | ---- | ----- | ----- | ---- | ---- | ---- | ---- |
| Чел. | 189  | ↘ 157 | ↘ 113 | ↘ 39 | ↗ 41 | ↘ 31 | ↗ 58 |

## История
В 1566 году Йоганну Кнорру (Кноррингу) за заслуги перед датским государством королём Фредериком II в числе прочих земель были пожалованы несколько хуторов деревни Педдаст (нем. Peddast) на острове. Отсюда получила своё начало основанная здесь мыза Педдаст, владельцами которой были почти все представители известных дворянских семейств Сааремаа (прибалтийские немцы Кнорринги, Розены, Фитингхофы, Адеркасы, Буксгевдены, Штакельберги, Боки).
На военно-топографических картах Российской империи (1846—1863 годы), в состав которой входила Эстляндская губерния, обозначен кордон Педдастъ.

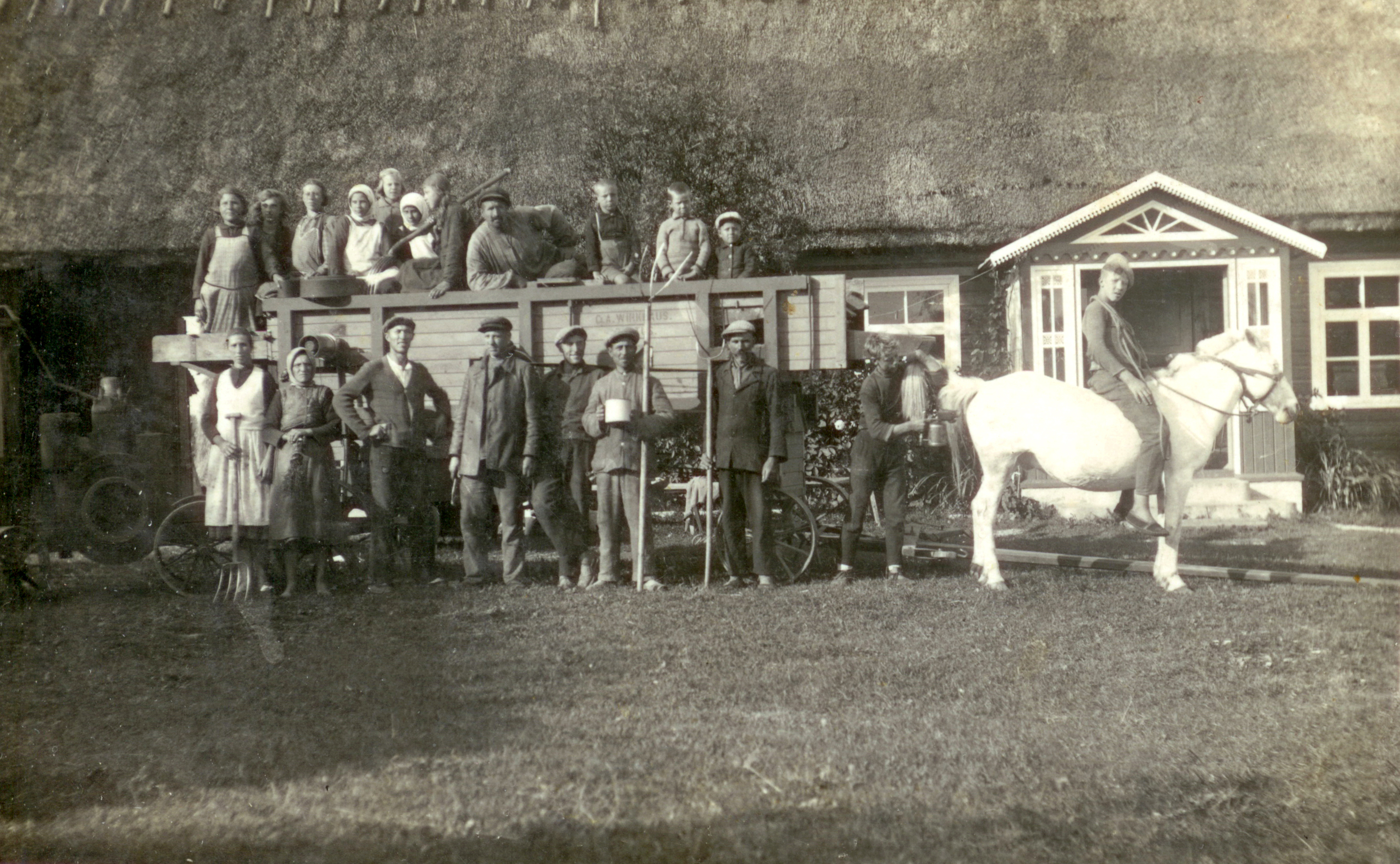
Крестьяне деревни Пядасте собрались на молотьбу, 1932 год

В ходе земельной реформы 1919 года мыза была национализирована, и в 1920-х годах на её землях возникло поселение Пядасте. В 1977 году оно получило официальный статус деревни.
Мыза Педдаст (Пядасте) является главной достопримечательностью деревни. Перейдя в 1996 году в частные руки, она была реновирована практически в полном объёме и стала популярным местом проведения досуга на Мухумаа. Для нужд открывшихся на мызе гостиницы люкс-класса и ресторана было  восстановлено множество вспомогательных мызных зданий и приведены в порядок окрестности. В 2023 году мызному ресторану «Alexander» было присвоено престижное место в списке «Гид Мишлен 2023», в 2021—2024 годах ресторан сохранил свое место среди 1000 лучших ресторанов мира по версии «Ла Листе». Весной 2024 года на мызе работали 22 человека.